# Luisa di Waldeck e Pyrmont
Luisa di Waldeck e Pyrmont (Bad Arolsen, 29 gennaio 1751 – Francoforte sul Meno, 28 maggio 1817) è stata una principessa tedesca del casato di Waldeck e Pyrmont.
Grazie al matrimonio con Federico Augusto di Nassau-Usingen nel 1775, divenne principessa di Nassau e successivamente principessa consorte di Nassau-Usingen dal 1803 al 1806. Con l'unificazione dei territori di Nassau nel 1806, divenne duchessa consorte di Nassau, mantenendo il titolo fino alla morte del marito nel 1816.

## Biografia
Nata nel castello di Arolsen, Luisa era la sesta figlia e seconda figlia femmina del principe Carlo Augusto Federico di Waldeck-Pyrmont e della principessa Cristiana Enrichetta del Palatinato-Zweibrücken. 
Dopo la prematura scomparsa del padre, avvenuta quando Louise aveva appena dodici anni, la madre non si risposò. Fino al 1766, Louise assunse temporaneamente i compiti di reggenza nel principato di Waldeck-Pyrmont. Conosciuta come una donna molto istruita, Luisa amava l'arte e fece erigere una grande biblioteca nella sua residenza. 
Il 9 giugno 1775, all'età di 24 anni, sposò il principe Federico Augusto di Nassau-Usingen, all'epoca trentasettenne. La coppia si stabilì nel Palazzo di Prinzenpalais a Usingen e insieme ebbero sette figli. Nel 1803 Federico Augusto divenne principe di Nassau-Usingen e la famiglia si trasferì nel castello di Biebrich. La corte di Luisa e Federico Augusto era celebre per la sua vivacità e ospitalità. Nel 1806, il principato di Nassau si unì, formando un unico ducato, con Federico Augusto e suo cugino, Federico Guglielmo di Nassau-Weilburg, a regnare come sovrani. 
La morte del marito, avvenuta nel 1816, portò Louise a trascorrere il suo ultimo anno a Francoforte, dove poi morì nel 1817. Le sue spoglie riposano nella cripta principesca della chiesa di San Lorenzo a Usingen.

## Matrimonio e figli
Luisa di Waldeck e Pyrmont sposò il 9 giugno 1775 Federico Augusto di Nassau-Usingen. I due ebbero sette figli, ma solo le cinque figlie sopravvissero fino all'età adulta, mentre entrambi i maschi morirono durante l'infanzia:
- Cristiana Luisa (16 agosto 1776, Biebrich - 19 febbraio 1829, Karlsruhe), sposò il 29 novembre 1791 il margravio Federico di Baden (29 agosto 1756 - 28 maggio 1817), figlio del granduca Carlo Federico di Baden;
- Federica Carolina (30 agosto 1777, Usingen - 28 agosto 1821, Hochheim am Main), sposò il 9 febbraio 1792 Augusto Cristiano di Anhalt-Köthen (18 novembre 1769 - 5 maggio 1812);
- Augusta (30 dicembre 1778, Usingen - 16 luglio 1846, Wildbad), sposò in prime nozze il 2 agosto 1804 Luigi Guglielmo d'Assia-Homburg (29 agosto 1770 - 29 gennaio 1839), divorziò nel 1805, si risposò in seconde nozze, il 7 settembre 1807, con Friedrich Wilhelm von Bismarck (28 luglio 1783 - 18 luglio 1860);
- Federico Guglielmo (30 luglio - 18 agosto 1780, Biebrich);
- Maria Luigia (18 luglio 1782, Usingen - 27 giugno 1812, Biebrich);
- Federica Vittoria (21 febbraio 1784, Usingen - 18 luglio 1822);
- Federico Carlo (17 giugno 1787, Usingen - 29 settembre 1787, Francoforte sul Meno).

## Ascendenza
|                                                 |                                                    |                                                    | Genitori                                          |  |  | Nonni |  |  | Bisnonni                   |  |  | Trisnonni              |  |
|                                                 |                                                    |                                                    |                                                   |  |  |       |  |  | Cristiano Luigi di Waldeck |  |  | Filippo VII di Waldeck |  |
|                                                 |                                                    |                                                    |                                                   |  |  |       |  |  | Cristiano Luigi di Waldeck |  |  | Filippo VII di Waldeck |  |
|                                                 |                                                    | Anna Caterina di Sayn-Wittgenstein                 |                                                   |  |  |       |  |  | Cristiano Luigi di Waldeck |  |  |                        |  |
| Federico Antonio Ulrico di Waldeck e Pyrmont    |                                                    |                                                    |                                                   |  |  |       |  |  | Cristiano Luigi di Waldeck |  |  |                        |  |
|                                                 |                                                    | Anna Isabella di Rappoltstein                      | Giorgio Federico di Rappoltstein                  |  |  |       |  |  |                            |  |  |                        |  |
|                                                 |                                                    | Anna Isabella di Rappoltstein                      | Giorgio Federico di Rappoltstein                  |  |  |       |  |  |                            |  |  |                        |  |
|                                                 |                                                    | Anna Isabella di Rappoltstein                      | Isabella Carlotta di Solms-Sonnenwalde            |  |  |       |  |  |                            |  |  |                        |  |
| Carlo Augusto Federico di Waldeck e Pyrmont     |                                                    | Anna Isabella di Rappoltstein                      |                                                   |  |  |       |  |  |                            |  |  |                        |  |
|                                                 |                                                    | Cristiano II del Palatinato-Zweibrücken-Birkenfeld | Cristiano I del Palatinato-Birkenfeld-Bischweiler |  |  |       |  |  |                            |  |  |                        |  |
|                                                 |                                                    | Cristiano II del Palatinato-Zweibrücken-Birkenfeld | Cristiano I del Palatinato-Birkenfeld-Bischweiler |  |  |       |  |  |                            |  |  |                        |  |
|                                                 |                                                    | Cristiano II del Palatinato-Zweibrücken-Birkenfeld | Maddalena Caterina del Palatinato-Zweibrücken     |  |  |       |  |  |                            |  |  |                        |  |
| Luisa del Palatinato-Zweibrücken-Birkenfeld     |                                                    | Cristiano II del Palatinato-Zweibrücken-Birkenfeld |                                                   |  |  |       |  |  |                            |  |  |                        |  |
|                                                 |                                                    | Caterina Agata di Rappoltstein                     | Giovanni Giacomo di Rappoltstein                  |  |  |       |  |  |                            |  |  |                        |  |
|                                                 |                                                    | Caterina Agata di Rappoltstein                     | Giovanni Giacomo di Rappoltstein                  |  |  |       |  |  |                            |  |  |                        |  |
|                                                 |                                                    | Caterina Agata di Rappoltstein                     | Isabella Carlotta di Solms-Sonnenwalde            |  |  |       |  |  |                            |  |  |                        |  |
| Luisa di Waldeck e Pyrmont                      |                                                    | Caterina Agata di Rappoltstein                     |                                                   |  |  |       |  |  |                            |  |  |                        |  |
|                                                 | Cristiano II del Palatinato-Zweibrücken-Birkenfeld | Cristiano I del Palatinato-Birkenfeld-Bischweiler  |                                                   |  |  |       |  |  |                            |  |  |                        |  |
|                                                 | Cristiano II del Palatinato-Zweibrücken-Birkenfeld | Cristiano I del Palatinato-Birkenfeld-Bischweiler  |                                                   |  |  |       |  |  |                            |  |  |                        |  |
|                                                 | Cristiano II del Palatinato-Zweibrücken-Birkenfeld | Maddalena Caterina del Palatinato-Zweibrücken      |                                                   |  |  |       |  |  |                            |  |  |                        |  |
| Cristiano III del Palatinato-Zweibrücken        | Cristiano II del Palatinato-Zweibrücken-Birkenfeld |                                                    |                                                   |  |  |       |  |  |                            |  |  |                        |  |
|                                                 |                                                    | Caterina Agata di Rappoltstein                     | Giovanni Giacomo di Rappoltstein                  |  |  |       |  |  |                            |  |  |                        |  |
|                                                 |                                                    | Caterina Agata di Rappoltstein                     | Giovanni Giacomo di Rappoltstein                  |  |  |       |  |  |                            |  |  |                        |  |
|                                                 |                                                    | Caterina Agata di Rappoltstein                     | Anna Claudia di Salm-Kyrburg                      |  |  |       |  |  |                            |  |  |                        |  |
| Cristiana Enrichetta del Palatinato-Zweibrücken |                                                    | Caterina Agata di Rappoltstein                     |                                                   |  |  |       |  |  |                            |  |  |                        |  |
|                                                 |                                                    | Luigi Crato di Nassau-Saarbrücken                  | Gustavo Adolfo di Nassau-Saarbrücken              |  |  |       |  |  |                            |  |  |                        |  |
|                                                 |                                                    | Luigi Crato di Nassau-Saarbrücken                  | Gustavo Adolfo di Nassau-Saarbrücken              |  |  |       |  |  |                            |  |  |                        |  |
|                                                 |                                                    | Luigi Crato di Nassau-Saarbrücken                  | Eleonora Clara di Hohenlohe-Neuenstein            |  |  |       |  |  |                            |  |  |                        |  |
| Carolina di Nassau-Saarbrücken                  |                                                    | Luigi Crato di Nassau-Saarbrücken                  |                                                   |  |  |       |  |  |                            |  |  |                        |  |
|                                                 |                                                    | Filippa Enrichetta di Hohenlohe-Langenburg         | Enrico Federico di Hohenlohe-Langenburg           |  |  |       |  |  |                            |  |  |                        |  |
|                                                 |                                                    | Filippa Enrichetta di Hohenlohe-Langenburg         | Enrico Federico di Hohenlohe-Langenburg           |  |  |       |  |  |                            |  |  |                        |  |
|                                                 |                                                    | Filippa Enrichetta di Hohenlohe-Langenburg         | Giuliana Dorotea di Castell-Remlingen             |  |  |       |  |  |                            |  |  |                        |  |
|                                                 |                                                    | Filippa Enrichetta di Hohenlohe-Langenburg         |                                                   |  |  |       |  |  |                            |  |  |                        |  |